# Avalon-félsziget
Az Avalon-félsziget Kanada Új-Fundland és Labrador tartományának legsűrűbben lakott része, amely Új-Fundland délkeleti részéről nyúlik az Atlanti-óceánba. A szárazföldhöz a mindössze 6 km széles Avalon-földszorossal (Isthmus of Avalon) kapcsolódik. A félszigeten épült St. John’s, a tartomány fővárosa és egyben Kanada legkeletibb városa.
Északon a Conception-öböllel és a Trinity-öböllel, délen a Placentia-öböllel, a St. Mary-öböllel és a Trepassey-öböllel határos. Délkeleti csücske a Race-fok (Cape Race), délnyugati a Szent Mária-fok (Cape St. Mary's).
A National Geographic Traveller útimagazin 345 szakértője 2011-ben összeállította a világ legszebb partvidékeinek tízes listáját. A szerkesztőség a Cape Shore partvidéket értékelte a vizsgált 99 partszakasz közül a legszebbnek.